# Astragalus toquimanus
Astragalus toquimanus är en ärtväxtart som beskrevs av Rupert Charles Barneby. Astragalus toquimanus ingår i släktet vedlar, och familjen ärtväxter. Inga underarter finns listade i Catalogue of Life.